# Mapusaurus
Mapusaurus ("Jordödla") är det vetenskapliga namnet på ett släkte jättelika köttätande dinosaurier. Mapusaurus tillhörde ordningen theropoder och beskrevs vetenskapligt april 2006. Dinosaurien tillhörde familjen carcharodontosauridae vilken är en familj inom överfamiljen allosauroidea, Mapusaurus roseae som är den hittills enda kända arten inom släktet levde i nuvarande Argentina för cirka 100 miljoner år sedan. Nära släktingar var till exempel, Giganotosaurus och Carcharodontosaurus

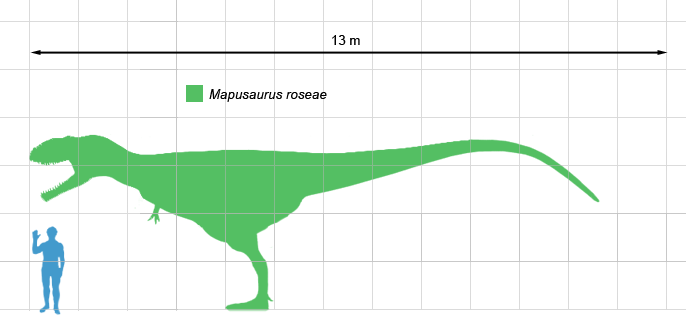
Mapusaurus beräknade storlek, i jämförelse med en människa.

Mapusaurus tävlar med släktingarna Giganotosaurus och Carcharodontosaurus om titeln som världens största kända köttätande dinosaurie som blivit vetenskapligt beskriven. Det enorma djuret beräknas ha blivit 12,2-12,6 meter långt och vägt 5-6 ton (uppskattningarna av vikten varierar). Nya fynd av den sedan länge (1914) vetenskapligt beskrivna Spinosaurus pekar dock mot att den var större än någon känd allosaurid/carcharodontosaurid.

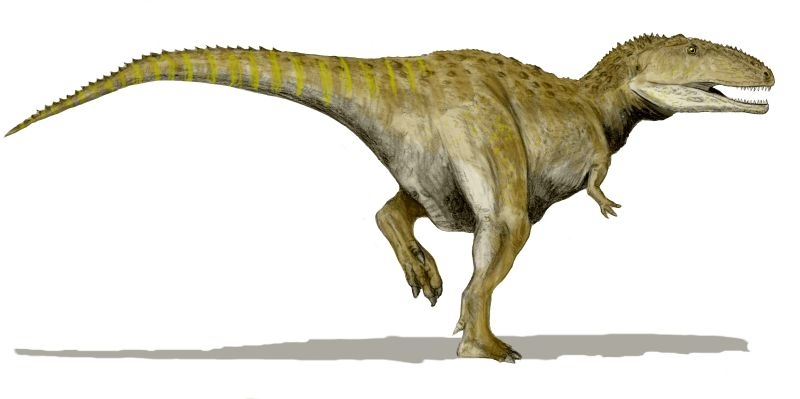
Teckning av hur Mapusaurus kan ha sett ut.

Liksom alla andra theropoder var Mapusaurus en tvåbent tågångare. Som andra carcharodontosaurider hade den en enorm skalle, fruktansvärda tänder och mycket kraftiga bakben med tre tår. De lämningar som man hittills hittat inkluderar resterna av en flock på 7-9 individer som uppenbarligen dött tillsammans. Detta är det starkaste beviset man hittat på att de största köttätande dinosaurierna levde och jagade i flock. Tidigare har man bland annat hittat fotspår efter flockar av till exempel Giganotosaurus som tycks ha jagat enorma växtätande dinosaurier som Argentinosaurus och Andesaurus som är två av de största landdjur som vetenskapen känner till.